# Nikolauspflege
Die Nikolauspflege ist eine 1856 gegründete Stiftung, die blinden und sehbehinderten Menschen Hilfeleistungen anbietet und ihre schulische und berufliche Bildung sowie die gesellschaftliche und berufliche Teilhabe fördert. Die kirchliche Stiftung bürgerlichen Rechts ist Mitglied im Diakonischen Werk.
Mit den Geschäftsbereichen „Schulische Bildung“, „Berufliche Bildung“, „Erwachsenenbereich Baden-Württemberg“, „Arbeit und Beschäftigung“ sowie mehreren Tochtergesellschaften und Beteiligungen ist die Nikolauspflege ein Kompetenzzentrum für blinde, sehbehinderte und mehrfach behinderte Menschen aller Altersgruppen in Deutschland.
Diese besuchen entweder die Bildungs- und Fördereinrichtungen, Betriebs- und Werkstätten, Beratungs- und Regionalstellen, Internate und Wohnheime der Nikolauspflege, die an mehreren Standorten in Baden-Württemberg angesiedelt sind, oder sie werden durch ambulante Dienste der Nikolauspflege wohnortnah und in Kooperation mit Regeleinrichtungen begleitet.

## Geschichte

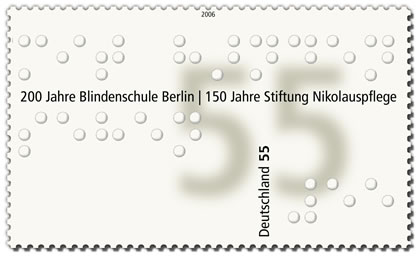
150 Jahre Stiftung Nikolauspflege, Deutsche Briefmarke (2006)

Die Nikolauspflege wurde am 13. August 1856 von Kronprinzessin Olga, der späteren Königin Olga von Württemberg, gegründet. Zunächst handelte es sich um eine Zwergschule für blinde Kinder, die von einem Privatlehrer in einem Stuttgarter Wohnhaus betrieben wurde. Aufgrund des starken Zulaufs wurde von 1906 bis 1908 das damals außerhalb der Stadtgrenze liegende Areal Am Kräherwald für 80 bis 100 Bewohner angelegt. Bis Mitte der 1950er Jahre verdoppelte sich die Belegungszahl abermals. In der zweiten Hälfte des 20. Jahrhunderts folgten immer neue Aus- und Anbauten auf diesem Gelände. An der Schwelle zum 21. Jahrhundert reagierte die Nikolauspflege auf veränderte gesellschaftliche Ansprüche an ein zeitgemäßes Behindertenwesen, indem sie zentralistische Strukturen abbaute und mit dem neuen Leitmotiv „Den Menschen sehen“ geografisch in die Fläche geht. Heute versteht sich die Nikolauspflege als modernes Sozialunternehmen und Kompetenzzentrum für blinde, sehbehinderte und mehrfach behinderte Menschen.

## Einrichtungen

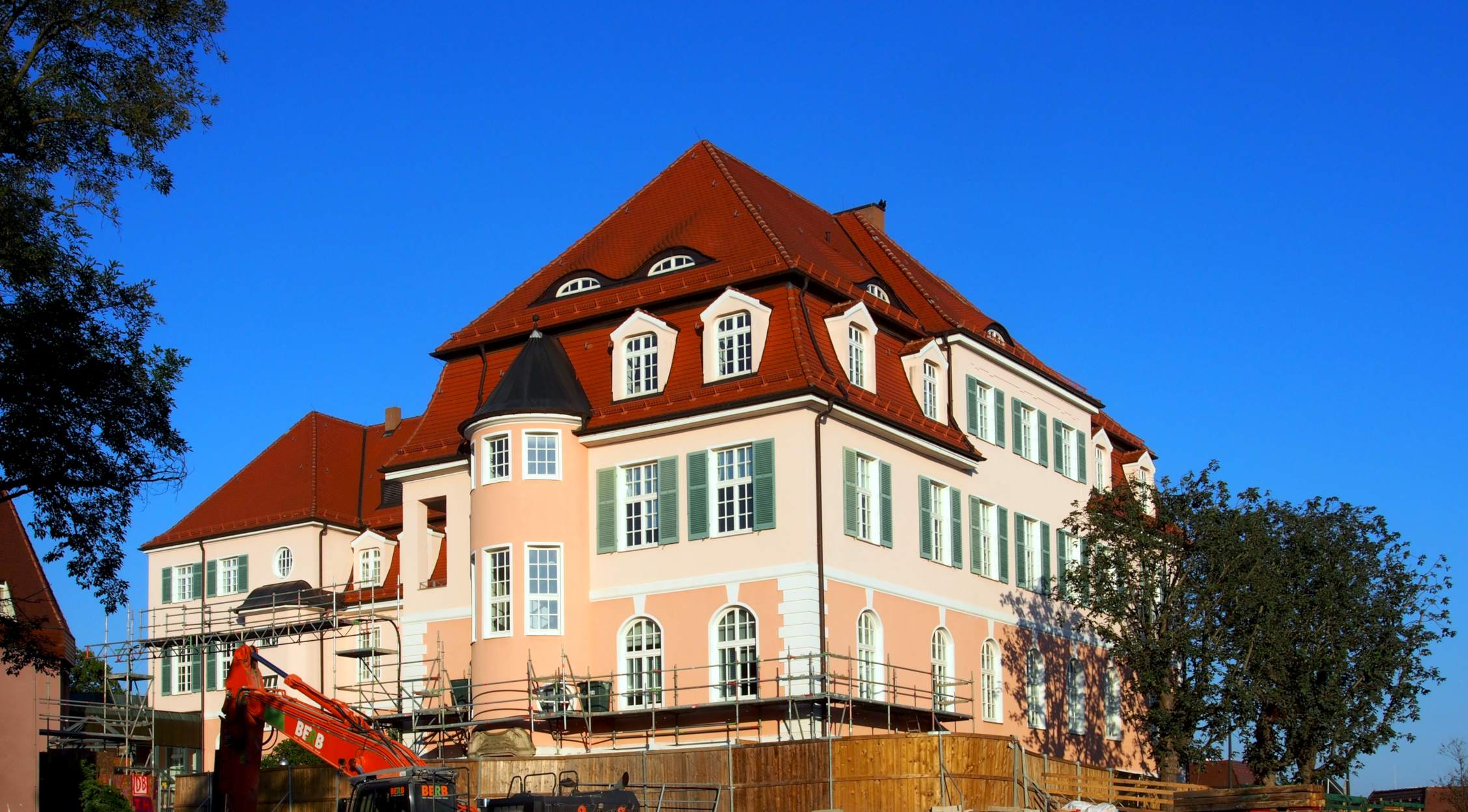
Gebäude der Nikolauspflege am Kräherwald in Stuttgart

- Sonderpädagogische Beratungsstelle, Stuttgart
- Betty-Hirsch-Schulzentrum
- Tilly-Lahnstein-Schule / Berufliche Schulen, Stuttgart
- Königin-Olga-Schule, Heidenheim
- Haus am Zanger Berg, Heidenheim
- Berufsbildungswerk Stuttgart
- Qualifizierungszentrum Berufliche Reha, Stuttgart
- NIKOSehzentrum
- Nikolauspflege Haus des Blindenhandwerks, Esslingen und Stuttgart (Nikolauspflege Haus des Blindenhandwerks gemeinnützige GmbH)
- Limeshof, Welzheim
- Paul-und-Charlotte-Kniese-Haus, Weinheim (Nikolauspflege GmbH)
- Franz-Mersi-Haus, Mannheim (Nikolauspflege GmbH)
- NIKOWerk gemeinnützige GmbH – Integrationsunternehmen, Stuttgart
- SFZ Chemnitz, Chemnitz

## Nikolauspflege in Zahlen
(Stand 03/2017)

### Betreute Personen

#### Stiftung

##### Geschäftsbereich „Frühkindliche und Schulische Bildung“
- Besuch eines Bildungs- und Betreuungsangebotes: 403
- Unterbringung im Wohnbereich: 78
- Ambulante Leistung/Offene Hilfen: 352

##### Geschäftsbereich „Berufliche Bildung“
- Besuch eines Bildungs- und Betreuungsangebotes: 200
- Unterbringung im Wohnbereich: 150
- Ambulante Leistung/Offene Hilfen: 223

##### Geschäftsbereich „Integriert Wohnen und Arbeiten“
- Besuch eines Bildungs- und Betreuungsangebotes:202
- Unterbringung im Wohnbereich: 153
- Ambulante Leistung/Offene Hilfen: 81

##### Geschäftsbereich „Handwerk und Beschäftigung“
- Besuche von Bildungs- und Betreuungsangebotes: 55

#### Tochterunternehmen und Beteiligungen
- Integrationsfirma NIKOWerk gemeinnützige GmbH: 38
- SFZ Förderzentrum gGmbH in Chemnitz und Königswusterhausen gesamt: 475

### Beschäftigtenzahlen
- Nikolauspflege Stiftung: 739 Personen
- Nikolauspflege GmbH: 109 Personen
- Nikolauspflege Haus des Blindenhandwerks gemeinnützige GmbH: 23
- NIKOWerk GmbH: 51 Personen
- SFZ Förderzentrum gGmbH: 270